# Глутницата
„Глутницата“ е български игрален филм (драма, приключенски) от 1972 година на режисьора Иванка Гръбчева, по сценарий на Антон Дончев. Оператор е Георги Георгиев. Музиката във филма е композирана от Борис Карадимчев. Филмът разказва за унищожението на горянската чета на Герасим Тодоров от комунистическия режим през 1948 година.

## Актьорски състав
Роли във филма изпълняват актьорите:
- Коста Цонев – Калинов
- Стойчо Мазгалов – Раков
- Меглена Караламбова – Вера
- Кирил Господинов – Черния
- Михаил Михайлов – Попът
- Йосиф Сърчаджиев – Бранникът
- Георги Русев – Журналистът
- Джоко Росич – Сандо
- Димитър Панов – Коце овчарят
- Светозар Неделчев – Герасимов
- Никола Караджов – Юсуф
- Петър Слабаков
- Гено Недялков
- Любомир Димитров - Бонев
- Иван Сарафов
- Йордан Алексиев
- Чавдар Кръстев
- Атанас Найденов
- Валентин Колев
- Стефан Германов
- Веселин Бояджиев
- Веселин Маринов
- Антон Антонов
- Димитър Абаджиев